# Elisabeth von Grotthuß
Elisabeth „Elise“ Baronesse von Grotthuß (* 29. Oktoberjul. / 10. November 1820greg. auf Gut Durben in Kurland (heute Lettland); † 4. Februar 1896 in Wien) war eine deutschbaltische Erzählerin und Dramatikerin.

## Leben
Elisabeth Baronesse von Grotthuß kam auf dem Gut Durben in Kurland zur Welt und wurde in St. Petersburg erzogen, wo ihr Vater als Oberst in russischen Diensten stand. Bereits im Kindesalter stellte sich bei ihr ein Augenleiden ein, weswegen ihre Eltern sie zur medizinischen Behandlung durch die besten deutschen Ärzte zuerst nach Berlin und später nach Dresden brachten. In Dresden jedoch verschlechterte sich ihr Gesundheitszustand und sie erblindete. Trost fand die als Protestantin erzogene Elisabeth von Grotthuß im katholischen Glauben, zu dem sie 1855 konvertierte. In ihrer Schrift Meine Bekehrung, die 1893 erschien, geht sie auf diesen Schritt näher ein.
Während ihre Eltern nach Russland zurückkehrten, blieb Elisabeth von Grotthuß in Dresden, wo sie eine enge Freundschaft mit der Ehefrau des österreichischen Gesandten in Dresden, der Gräfin Kueffstein, pflegte. Im Jahr 1856 folgte sie dem Ehepaar nach Wien, wo sie ein Mitglied des „Vereins der Schriftstellerinnen und Künstlerinnen“ wurde und bis zu ihrem Tod 1896 lebte.
Elisabeth von Grotthuß verfasste insgesamt rund 50 Werke, darunter einer Fülle von Romanen mit sozialer Thematik, die häufig russische Probleme behandelten. Sie veröffentlichte zudem Novellen, Humoresken und Lustspiele. Ein Teil ihrer Erzählungen erschien auch in französischer Sprache.

## Werke (Auswahl)
- Anna Rosenberg. Sartori, Wien 1867. (Digitalisat)
- Novellen. Drei Bände. Sartori, Wien 1867. (Digitalisat Band 1), (Band 2)
- Erzählungen. Sartori, Wien 1868. (Digitalisat)
- Die Familie Runenthal. Socialer Roman. Mayer, Wien 1869. (Digitalisat)
- Das Gasthaus zum grünen Baum. Erzählung. Schmid, Augsburg 1869. (Digitalisat der 2. Aufl. 1879)
- Die Adoptiv-Geschwister. Roman. Kirsch, Wien 1870. (Digitalisat)
- Die Männer der Loge oder Mysterium iniquitatis. Socialer Roman. Kirsch, Wien 1871. (Digitalisat)
- Graf Bruno Degenhart. Socialer Roman. Kirsch, Wien 1872. (Digitalisat)
- Celeste Alland oder Die gemischten Ehen. Socialer Roman. Schmid, Augsburg 1873.
- Das falsch verstandene Ehrgefühl. Novelle. Schmid, Augsburg 1874. (Digitalisat)
- Zwei Onkel aus Amerika. Lustspiel in 5 Akten. Mutze, Leipzig 1875.
- Vier Lebensbilder aus dem Tagebuche einer Schwester des dritten Ordens. Schmid, Augsburg 1875. (Digitalisat)
- Der Magnetiseur. Lustspiel in 3 Aufzügen. Beck, Wien 1876. (Digitalisat)
- Bilderbuch ohne Bilder. Humoreske. Schmid, Augsburg 1878. (Digitalisat)
- Eleonore. Roman. Schmid, Augsburg 1878. (Digitalisat)
- Lucie. Erzählung. Schmid, Augsburg 1881.
- Die Kinder des Nihilisten. Socialer Roman. Schmid, Augsburg 1883.
- Helene Grandpré. Socialer Roman. 2 Bände. Habbel, Regensburg 1885.
- Martha. Socialer Roman. Habbel, Regensburg 1889.
- Meine Bekehrung. Schmid, Augsburg 1893.
- Scheintodt. Roman. Schmid, Augsburg 1894.
- Mir fehlt der Sohn! Schmid, Augsburg 1896.
- Elsbeth Sommer. Novelle. Schmid, Augsburg 1898.
- Die Söhne des Räubers. Roman. Schmid, Augsburg 1899.
- Das amerikanische Duell. Roman. (Weiterer Inhalt: Die Räuberspelunke. Aus Gustchens Kinderjahren.) Schmid, Augsburg 1888.